# Helen Magnus
Docteur Helen Magnus est un personnage de fiction de la série télévisée canadienne Sanctuary. Elle est interprétée par Amanda Tapping (déjà connue pour son rôle de Samantha Carter dans Stargate SG-1). C'est une scientifique qui travaille au Sanctuaire, qu'elle a fondée peu après la 2e guerre mondiale (environ en 1951).

## Biographie
Helen Magnus, né le 27 août 1850 de l'union de Gregory Magnus et Patricia Bancroft, a actuellement 171 ans(2021). Elle est diplômée d'Oxford, dans cette université elle faisait partie d'un cercle qui se faisait appeler « les Cinq ». C'est dans ce cercle qu'elle et 4 autres personnes s'injectèrent un sérum qu'elle a conçu à partir de sang de vampire.
Elle a gardé beaucoup de ses habitudes de l'époque victorienne par exemple elle a horreur du café.

## XIXesiècle

### Oxford
Elle voulait étudier à Oxford mais ne le put car à cette époque les femmes n'avaient pas le droit d'étudier. Alors elle décida de se battre jusqu'au jour où on la laisserait entrer. Un jour, elle apprit qu'elle pouvait assister aux cours mais pas y participer. Là-bas elle fit la rencontre de John Druitt, Sir James Watson, Nigel Griffin et Nikola Tesla et de Adam Worth. Mais, elle forma un cercle juste avec les 4 premiers ce qui déplut à Adam.

#### Les Cinq
À Oxford, Helen, John Druitt, Sir James Watson, Nigel Griffin et Nikola Tesla s’injectèrent du sang de Sanguine Vampiris ce qui leur conféra des pouvoirs surhumains. Helen reçut le don de longévité, John celui de se téléporter, l'intelligence de James atteint un niveau inégalé, Nigel reçut le don d'invisibilité et Nikola Tesla devint un semi-vampire. En 2010, seul Helen, John et Nikola sont encore vivants car James est mort l'année précédente et Nigel dans les années 1960.

#### Adam Worth
Adam Worth voulait entrer chez les Cinq mais ne le put alors il décida de faire ses expériences tout seul. Un jour, il trouva la solution à ses problèmes, il venait de devenir le Dr Worth et Mister Hyde.

## XXesiècle

### De 1910 à 1913
Les seules informations que nous avons, sur cette période, sont qu'elle était à bord du RMS Titanic, la nuit du 14 au 15 avril 1912, quand il a coulé et qu'elle a été sauvée de justesse par Margaret Brown.

### 1reGuerre mondiale
Là aussi on ne dispose que peu d'informations sur cette période, nous savons juste qu'elle soignait les blessés à la bataille de Verdun.

### 2deGuerre mondiale
Toujours avec peu d'informations elle faisait partie de la Résistance, elle a côtoyé Winston Churchill et Eisenhower et elle était présente (à la place de Eisenhower) le jour de la capitulation des nazis car « Eisenhower ne voulait pas respirer le même air que les nazis », Phrase de Will épisode Le choix de Will et Helen répliqua : La plupart d'entre eux (les nazis) ne respiraient même pas. En juin 1944, elle fut envoyée avec Watson et Griffin en France occupée, dans la région de Carentan, afin d'empêcher les Allemands d'utiliser un feu élémentaire sur les troupes du Débarquement.

### 1950
Fondation du réseau mondial des sanctuaires selon les plans de son père.